# Список глав государств в 48 году до н. э.
| 49 до н. э. ← Список глав государств по годам → 47 до н. э. |

## Азия
- Анурадхапура — Куда Тисса, царь (50 до н. э. — 47 до н. э.)
- Армения Великая — Артавазд II, царь (55 до н. э. — 34 до н. э.)
- Армения Малая — Дейотар, царь (63 до н. э. — 47 до н. э., 44 до н. э. — 42 до н. э.)
- Атропатена — Артавазд I, царь (56 до н. э. — 30 до н. э.)
- Иберия — Фарнаваз II, царь  (63 до н. э. — 30 до н. э.)
- Индо-греческое царство — Зоил II, царь  (55 до н. э. — 35 до н. э.)
- Индо-скифское царство:
  - Азес I, царь (57 до н. э. — 35 до н. э.)
  - Азилис, царь (57 до н. э. — 35 до н. э.)
- Иудея — междуцарствие  (63 до н. э. — 40 до н. э.)
- Каппадокия — Ариобарзан III, царь (51 до н. э. — 42 до н. э.)
- Китай (Династия Хань) — Юань-ди (Лю Ши), император  (49 до н. э. — 33 до н. э.)
- Коммагена — Антиох I,  царь (70 до н. э./69 до н. э. — 40 до н. э.)
- Корея:
  - Махан — Вон, вождь (58 до н. э. — 33 до н. э.)
  - Силла — Хёккосе, исагым (57 до н. э. — 4)
  - Тонбуё:
    - Хэбуру, ван (86 до н. э. — 48 до н. э.)
    - Кымва, ван (48 до н. э. — 7 до н. э.)
- Магадха (династия Кадва) — Нараяна, царь (ок. 52 до н. э. — ок. 40 до н. э.)
- Набатейское царство — Малику I, царь (60 до н. э./59 до н. э. — 30 до н. э.)
- Осроена — Ману II, царь (52 до н. э. — 34 до н. э.)
- Парфия — Ород II, царь (57 до н. э. — 37 до н. э.)
- Понтийское царство — Фарнак II, царь (63 до н. э. — 47 до н. э.)
- Сатавахана:
  - Апилака, махараджа (60 до н. э. — 48 до н. э.)
  - Мегхасвати, махараджа (48 до н. э. — 30 до н. э.)
- Харакена — Артабаз,  царь (ок. 49 до н. э./48 до н. э. — ок. 48 до н. э./47 до н. э.)
- Хунну — Хуханье, шаньюй (58 до н. э. — 31 до н. э.)
- Элимаида — Камнаскир V,  царь (73 до н. э./72 до н. э. — ок. 46 до н. э.)
- Япония — Судзин, тэнно (император) (97 до н. э. — 29 до н. э.)

## Африка
- Египет:
  - Птолемей XIII, фараон (51 до н. э. — 47 до н. э.)
  - Клеопатра VII Филопатор, царица (51 до н. э. — 30 до н. э.)
- Мавретания:
  - Бокх II, царь (49 до н. э. — 33 до н. э.)
  - Богуд, царь (49 до н. э. — 38 до н. э.)
- Мероитское царство (Куш) — Аманихабале, царь (ок. 60 до н. э. — ок. 45 до н. э.)
- Нумидия — Юба I, царь (60 до н. э. — 46 до н. э.)

## Европа
- Атребаты — Коммий, вождь (ок. 50 до н. э. — 20 до н. э.)
- Боспорское царство — Фарнак II, царь (63 до н. э. — 47 до н. э.)
- Дакия — Буребиста, царь (ок. 82 до н. э. — ок. 44 до н. э.)
- Ирландия — Конайре Великий, верховный король (110 до н. э. — 40 до н. э.)[1]
- Одрисское царство (Фракия):
  - Котис IV, царь астов (57 до н. э. — 48 до н. э.)
  - Садала II, царь астов (48 до н. э. — 42 до н. э.)
  - Котис I, царь сапеев (57 до н. э./55 до н. э. — 48 до н. э.)
  - Рескупорид I, царь сапеев (48 до н. э. — 42 до н. э.)
- Римская республика:
  - Гай Юлий Цезарь, диктатор (49 до н. э. — 44 до н. э.)
  - Гай Юлий Цезарь, консул (48 до н. э.)
  - Публий Сервилий Исаврик, консул (48 до н. э.)

## Галерея

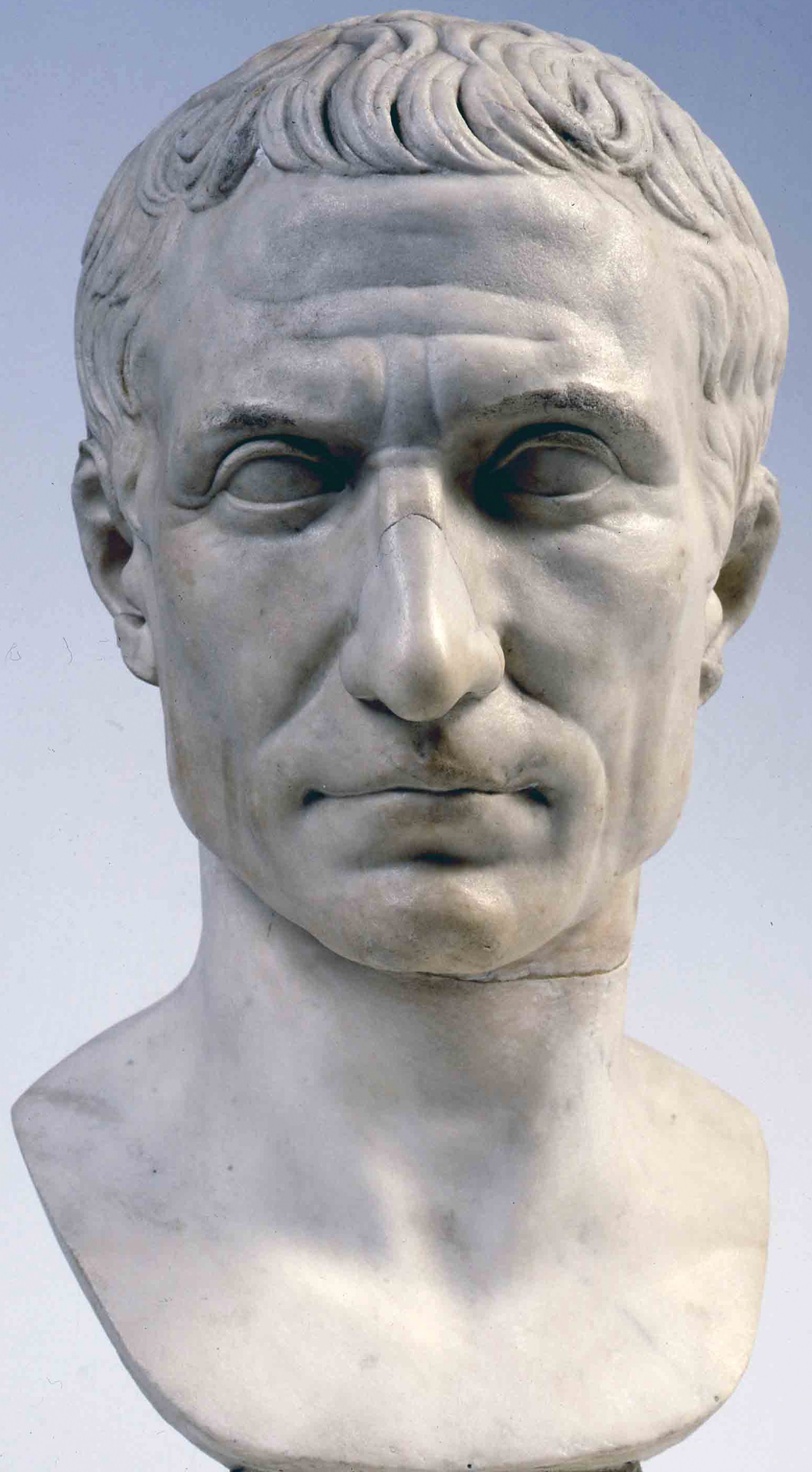
Гай Юлий Цезарь 49 до н.э.—44 до н.э. Диктатор Римской республики
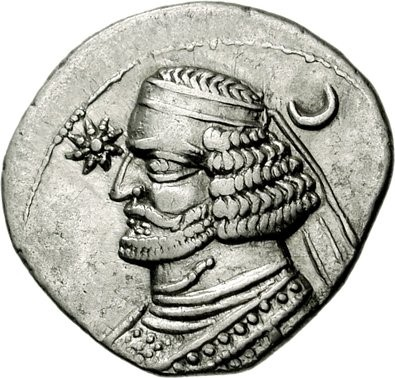
Ород II 57 до н.э.— 37 до н.э. Царь Парфии
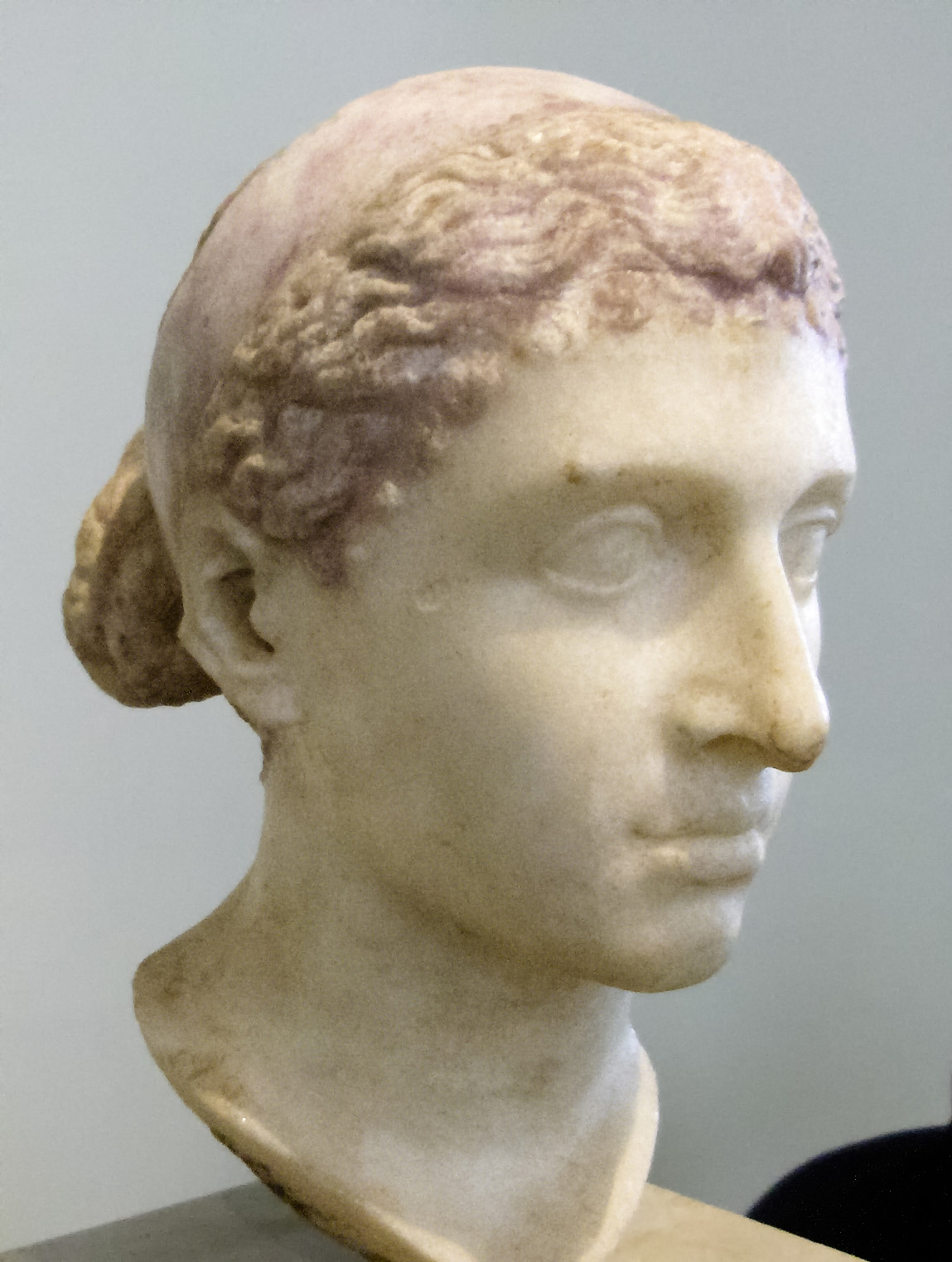
Клеопатра VII 51 до н.э.— 30 до н.э. Царица Египта
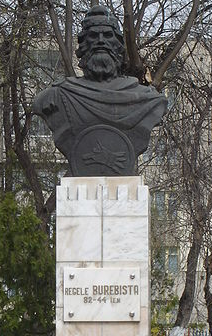
Буребиста 82 до н.э.— 44 до н.э. Царь Дакии
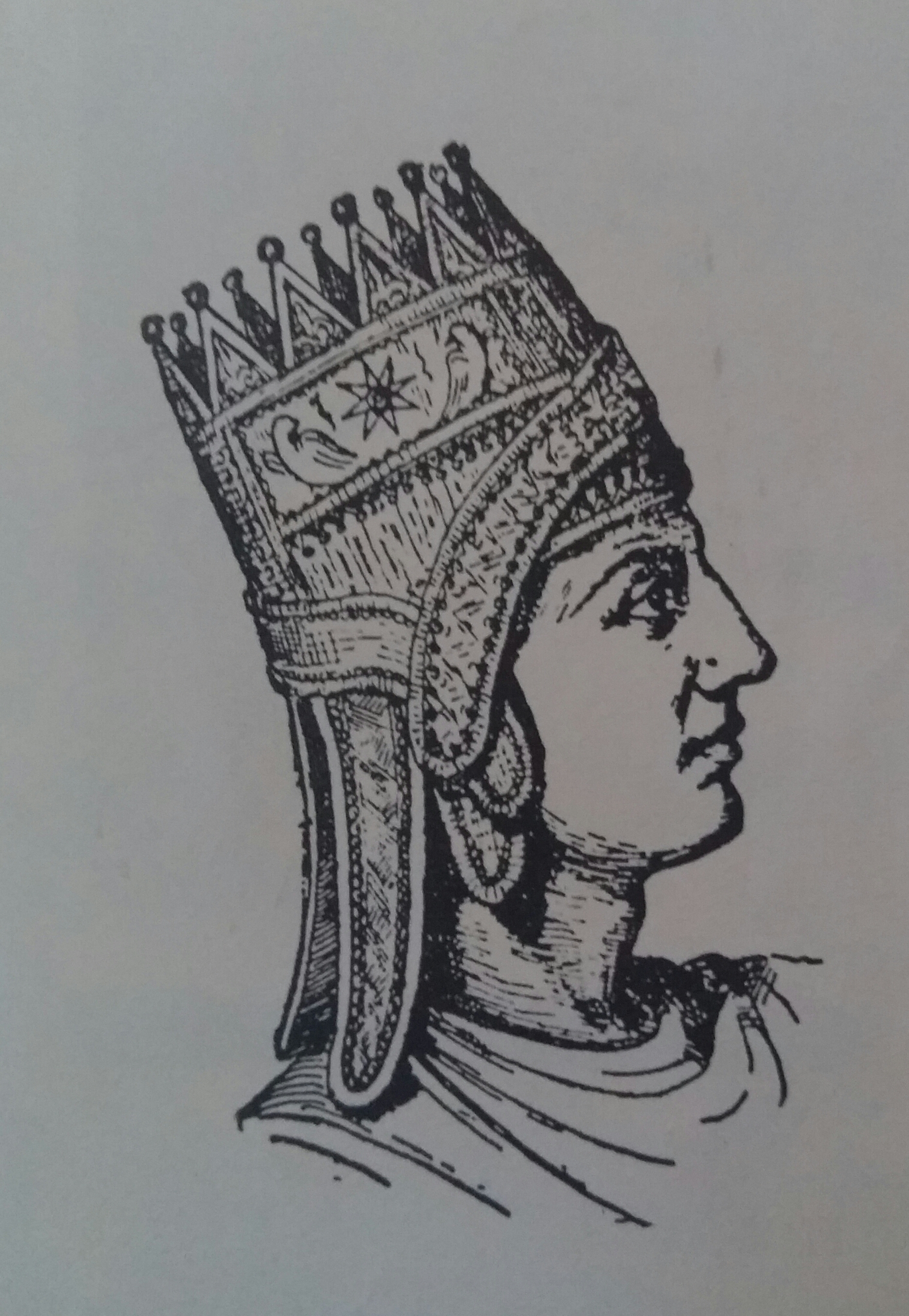
Артавазд II 55 до н.э.— 34 до н.э. Царь Армении
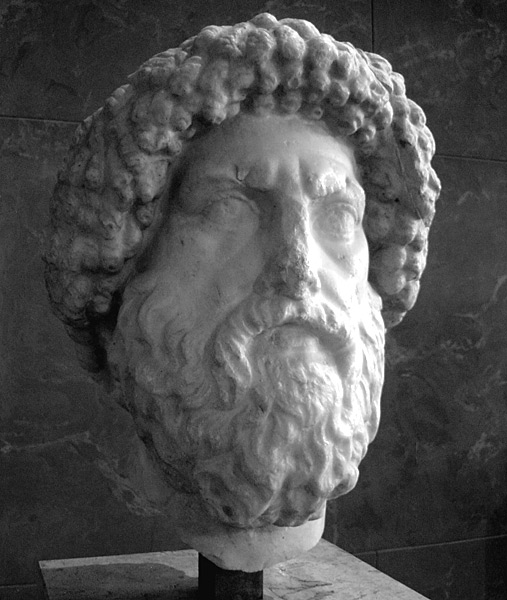
Юба I 60 до н.э.—46 до н.э. Царь Нумидии
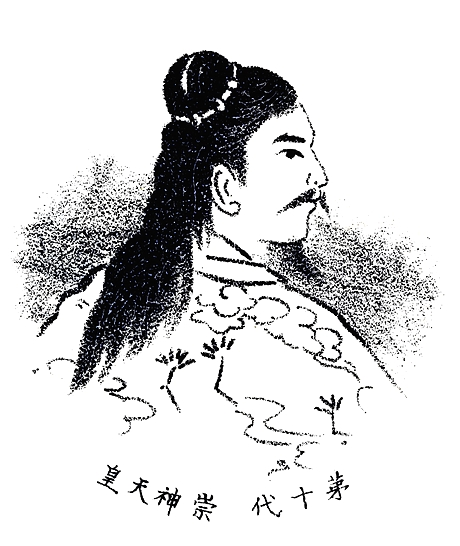
Судзин 97 до н.э.—29 до н.э. Император Японии
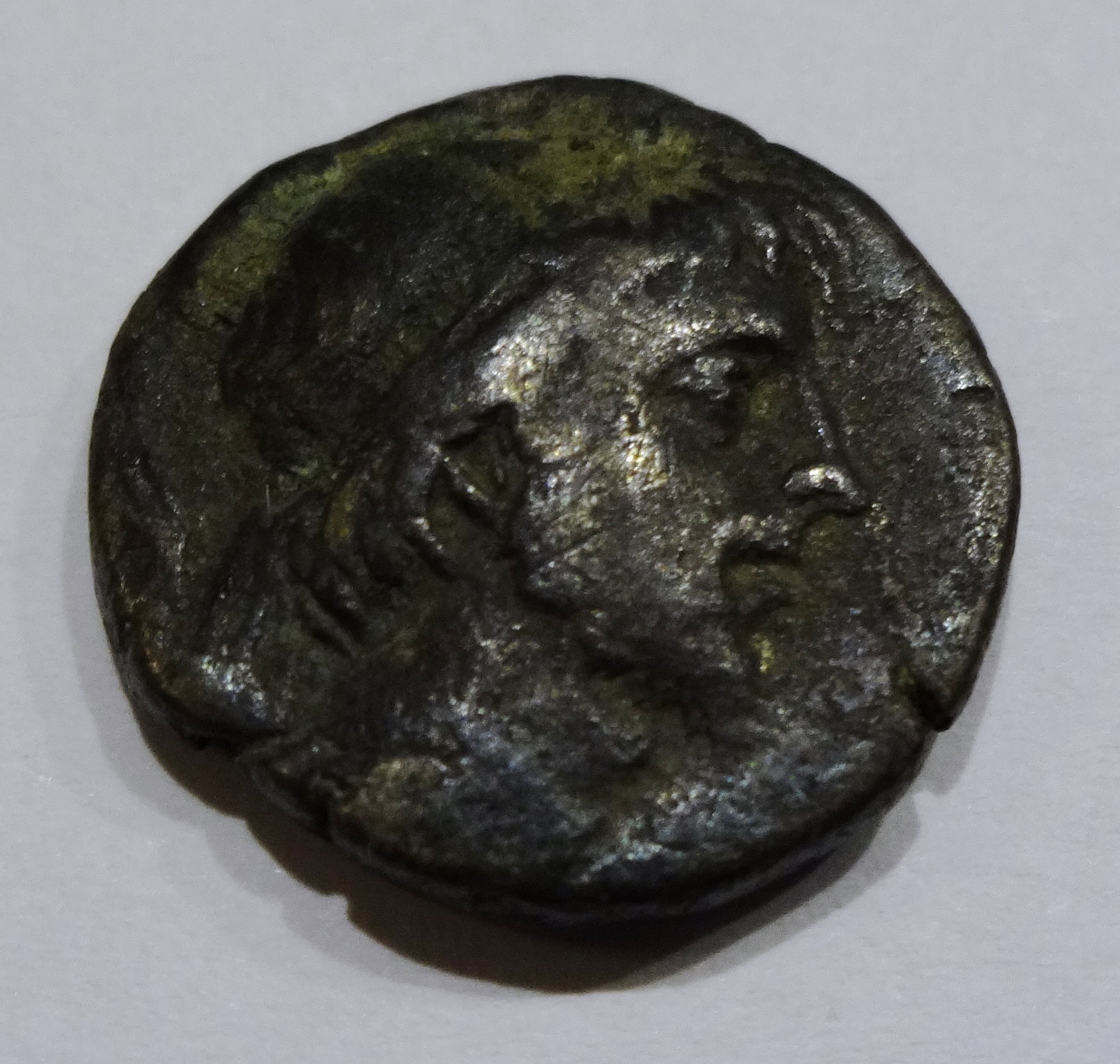
Ариобарзан III 51 до н.э.—42 до н.э. Царь Каппадокии